# 日正 (不受不施派)
日正（にっしょう、1829年 - 1908年）は、幕末から明治期にかけての日蓮宗不受不施派の僧。院号は宣明院。幼名は亀次郎。
日正は、備前国津高郡九谷村の貧しい農家の二男として生まれた。1836年（天保7年）日照を師として入門する。不受不施派の僧として布教していた日正は、取り締まりの厳しい時期に内信者を頼りに各地を転々と渡り歩いた。不受不施派は、江戸幕府のもとで禁制となっており、表向きには受布施派または他宗の寺院に属していた不受不施派の信者（内信・内信者）の統一化を図り、1876年4月10日（明治9年4月10日）教部省の達（たっし）により、不受不施派の公認を得ることに成功した。ついで、医師・難波抱節の邸宅を手に入れ、妙覚寺を創建し本山とした。